# John Mercer, Baron von Aldie
Baron John Mercer (* 1300 in Schottland; † 1379 oder 1380) war ein reicher adliger Händler, Finanzier und Politiker. Er begründete eine ganze Dynastie von Mercers.
Als Vater von John Mercer wird Thomas Mercer genannt. John heiratete Ada Murray, mit der er sechs Kinder zeugte, darunter ein weiterer John Mercer. Die Mercers residierten über Generationen im Schloss Aldie. John Mercer war ein Finanzier und Unterstützer von König David II von Schottland. Dieser wurde im Alter von 5 Jahren König und musste von königstreuen Adligen wie Mercer gestützt werden.
- 1328 wurde Mercer Bürger (Burgess) von Perth, der damaligen Hauptstadt Schottlands.
- 1356 wurde er Propst (Provost) von Perth.
- ab 1364 war er Parlamentarier in Perth.

Zudem war Mercer als internationaler Händler und Botschafter Schottlands in Frankreich, Flandern und England viel unterwegs. Er gehörte zu den reichsten schottischen Händlern. Er besaß eigene Schiffe.